# Go-Momozono
Go-Momozono (後桃園天皇, Go-Momozono-tennō), född 1771, död 1840, var regerande kejsare av Japan mellan 1771 och 1779. 